# (100414) 1996 AJ18
(100414) 1996 AJ18 es un asteroide perteneciente al cinturón de asteroides, descubierto el 13 de enero de 1996 por el equipo del Spacewatch desde el Observatorio Nacional de Kitt Peak, Arizona, Estados Unidos.

## Designación y nombre
Designado provisionalmente como 1996 AJ18.

## Características orbitales
1996 AJ18 está situado a una distancia media del Sol de 2,778 ua, pudiendo alejarse hasta 3,207 ua y acercarse hasta 2,349 ua. Su excentricidad es 0,154 y la inclinación orbital 5,582 grados. Emplea 1691 días en completar una órbita alrededor del Sol.

## Características físicas
La magnitud absoluta de 1996 AJ18 es 15,7.